# ستيفان بيترسن
ستيفان بيترسن (بالدنماركية: Stephan Petersen)‏ (15 نوفمبر 1985 في الدنمارك - ) هو لاعب كرة قدم دانمركي في مركز الوسط. لعب مع آرهوس جمناستيك فورينينغ ونادي نوردشيلاند وKøge Boldklub ‏.

## وصلات خارجية
- ستيفان بيترسن على موقع قاعدة بيانات كرة القدم.إي يو (الإنجليزية)
- ستيفان بيترسن على موقع Soccerway.com (الإنجليزية)
- ستيفان بيترسن على موقع عالم كرة القدم.نت (الإنجليزية)